# Карола Хегквист
Карола Марија Хегквист (швед. Carola Maria Häggkvist /kaˈɾoːla ˈhɛɡkvɪst/; рођена 8. септембра 1966. у Хегерстену у Стокхолму), познатија под сценским именом Карола, је најпопуларнија шведска певачица. Имала је рекордних 9 албума на првом месту шведске топ листе, власница је напродаванијег албума свих времена и једина је певачица која је правила велике стадионске турнеје у својој домовини.
Три пута је представљала Шведску на Песми Евровизије (1983, 1991. и 2006), и сва три пута пласирала се међу првих пет, а 1991. је и победила са песмом Fångad av en stormvind. Певела је на Песми Евровизије и 1992, 2003. и 2013. као специјална гошћа, као и на националним изборима за представника на Песми Евровизије у Шведској, Шпанији, Норвешкој. Словенији, Хрватској, Ирској и Белорусији. Током промотивне кампање за Песму Евровизије 2006, одржала је свој концерт у оквиру Песме Медитерана у Будви уз директан пренос на телевизији Пинк. Гостовала је и у емисији Београдска хроника на РТС-у, као и на Радију С. Имала је и један концерт у Београду током осамдесетих година у оквиру МЕСАМ-а.
Карола је један од најпознатијих чланова хришћанске конгрегације „Реч живота“.
Карола се први пут појавила на телевизији са једанаест година након победе на такмичењу талената 1977. Неколико година касније открио ју је промотер Берт Карлсон и понудио јој да учествује на Мелодифествалену 1982, шведском избору за песму представницу на Песми Евровизије и једном од традиционално најјачих националних избора, али је она одбила понуду и 1983. године снима албум Stand by with Carola Häggkvist са шведским метал/тешки рок саставом Стендбај (Standby). Међутим, 1983. године, док је ишла у музичку гимназију „Адолф Фредрик“, Карола одлучује да се пријави за Мелодифестивален са песмом Främling и побеђује добивши највећи број поена од свих чланова жирија. Карола је катапултирана у средиште медијске пажње и њен наступ неколико месеци касније на Песми Евровизије 1983. у Минхену је пратило 6,1 милиона гледалаца у Шведској (84% популације), што представља рекорд који још увек није оборен. Карола је са Främling освојила треће место (један поен више од Данијела из Југославије), продала преко милион примерака и тако поставила шведски рекорд који вероватно никада неће бити оборен, снимила и верзије на енглеском (Love isn't love), холандском (Je ogen hebben geen geheimen meer) и немачком језику, а 2005. године је песму извела и на посебном програму Честитамо! поводом педесет година Песме Евровизије, у Копенхагену.
Током 1983. и 1984. Карола је издала три албума за Карлсонову издавачку кућу Маријан који су наишли на одличан пријем. 1985. је почела сарадњу са Би џизима, и снимила албум Runaway, са песмама које су писали Морис и Робин Гиб, а продуцирала Морис. Албум је постао двоструки платинасти када је следеће године издат у Шведској. Након овог албума Карола је на извесно време напустила поп сцену и кренула на црквену туру са Пер-Ериком Халином, и касније издала живи албум Carola & Per-Erik Hallin i Rättviks kyrka.
Карола се изненада вратила на Мелодифестивален 1990. и освојила друго место са песмом Mitt i ett äventyr. Касније је издала и нови албум, Much more (Много више). Следеће године, са песмом Fångad av en stormvind, Карола побеђује на Мелодифестивалену и потом и на самој Песми Евровизије у Риму. Ако је ова песма била квалитетан, но не и вансеријски евровизијски шлагер, Каролин наступ који је пуцао од енергије је био инстант-упамтљив и потпуно заразан. Карола и француска представница Амина (C'est le dernier qui a parlé) завршиле су драматично гласање са једнаким бројем поена, тако да је по евровизијским правилима победника одлучивао број земаља од којих је песма добила 12 поена. Како су обе песме и ту биле једнаке, гледао се број освојених 10 поена, и Карола проглашена за победника, након чега је кратко од среће играла на столу пре победничког изласка на сцену. Касније исте године снимила је и албум Jul на шведском језику.
1992, постала је први скандинавски поп музичар који је посетио Кину, и издала албум и тамо. 1993. поново мења правац и снима госпел албум My tribute, који је издат у Скандинавији и још дванаест земаља и донео јој назив Госпел певача године у Холандији 1994. Албум Personligt из 1994. је био први албум са песмама које је сама написала и означио је окретање ка рок звуку. 1995. године је први пут играла у мјузиклу, као Марија у Звуку музике са Томијем Кербергом, што јој је донело „Златну маску“ за најбољу глумицу у комедији или мјузиклу. Три године касније певала је лајт тему у норвешком мјузиклу Софијин свет, а 2002. се на кратко појављује као Фантин у Јадницима на лондонском Вест Енду. 1998. снима албум са псалмима Лине Сандел, Blott en dag, 1999. божићни албум Jul I Betlehem (који се и даље одлично продаје и пење на лествице око сваког Божића) а 2001. албум дечјих песама Sov på min arm. Касније 2001. године Карола се враћа поп музици и снима албум My show.
2003. године, на двадесет године каријере, Карола издаје компилацију од четири ЦД-а Guld, platina & passion–det bästa med Carola и пење се на врх шведских лествица са песмом När löven faller, првобитно написаном за Мелодифестивален 2003. али касније дисквалификованом. Затим је, након два препуна концерта у Стокхолму и летње туре, на 2 ЦД-а уследио Jul I Betlehem- Jubileumsutgåvan, праћен верским албумом Credo 2004. и поп-верским Störst av allt 2005. године.
Карола је издала укупно 15 оригиналних албума и један је од најпознатијих певача у Шведској, где већина људи и даље уме да отпева рефрен песме Främling.
На Мелодифестивален Карола се вратила 2006. после петнаест година одсуства са песмом Evighet (Вечност) коју су написали шведски краљ шлагера Томас Г:сон, Боби Лјунгрен и Хенрик Викстром. Карола је промовисала и свој истоимени парфем, који је повукла након примедбе шведске телевизије да тако унапред непримерено промовише свој наступ. Њена песма је била тако јак фаворит на Мелодифестивалену 2006. да су квоте за њену победу пре четвртог полуфинала 11. марта у Гетеборгу (у којем је она наступала) биле тек око 1,05. Након тога пале су на 1,01, да би у једном тренутку кладионичари и сасвим престали да примају опкладе на Каролину победу. Њен наступ укључивао је три машине за ветар, играче са заставама, димне машине и ватромет. Упркос проблемима са гласом, Карола је победила у полуфиналу као и у финалу 18. марта, у којем је била друга након гласова жирија ("тада сам знао да ћемо победити јер ће публика гласати за Каролу“, рекао је њен менаџер) и добила највише поена у телегласању (укупно је примљено готово 2 милиона гласова публике, од чега преко 437.000 за Каролу). У победничком извођењу, Карола је половину песме извела на енглеском језику (Invincible–Неосвојива).
Карола је као национална звезда, јасно, предмет сталне пажње таблоида. Често је говорила о својој хришћанској вери и била критикована због своје критике прихваћености хомосексуалности у Шведској. 2006. године је уопштено либералну шведску јавност шокирала изјавом да се хомосексуалност може лечити молитвом. Карола се 1988. учланила у контроверзну евангелистичку цркву „Реч живота“ ("Livets Ord")–неки би рекли и окултну секту–екстремну, ауторитативну, харизматичку верску организацију која проповеда хришћански ционизам и строго поштовање Библије. Током проучавања Библије у Норвешкој, упознала је Рунара Сегора, контроверзног хришћанског проповедника (који је између осталог на једној служби у Филаделфији 2005. изјавио да је пророк Мухамед био педофил), са којим је била у браку и добила сина Амадеуса, названог по Моцарту. Након развода, Карола је свој статус поносно објавила носећи на националној телевизији мајцу са натписом "ledig" ("расположива“ на шведском). На лето 2005. је на телевизијском програму Allsång på Skansen ишчупала биљку заједно са корењем и бацила је ка публици.
Карола Хегквист живи у Салтсјобадену, предграђу Стокхолма.

## Дискографија
| Албуми: - 1983. — Främling - 1983. — Julefrid med Carola - 1984. — Steg för steg - 1984. — På egna ben - 1985. — Happy days - 1986. — Runaway - 1987. — Live i Rättviks kyrka - са Пер-Ериком Халином - 1990. — Much more - 1991. — Carola Hits - 1991. — Jul - 1993. — My tribute - 1994. — Personligt - 1995. — Sound of music - са Томијем Кербергом - 1996. — Hits vol.2 - 1997. — Det bästa av Carola - 1998. — Blott en dag - 1999. — Jul i Betlehem - 2001. — Sov på min arm - 2001. — My show - 2003. — Guld, platina & passion - 2004. — Credo - 2004. — 18 Bästa - 2005. — Störst av allt | Синглови: - 1983. — Främling/Liv - 1983. — Hunger/Ännu en dag - 1984. — Tommy tycker om mig - 1984. — Carola så in i Norden (A:60-talsmedley B:Cavatina) - са Јаном Тејгеном - 1984. — Fushigi na hitomi (Don't tell me what to do)/Rendez-vous - 1986. — The Runaway/So far so good - 1986. — Brand new heart/Spread your wings (for your love) - 1987. — Gospel train/Vilken värld det ska bli - са Пер-Ериком Халином - 1987. — You've got a friend/Step by step - са Пер-Ериком Халином - 1990. — Mitt i ett äventyr/All the reasons to live - 1990. — The girl who had everything/One more chance - 1990. — I'll live/(instrumental version) - 1990. — Every beat of my heart/Best shot - 1991. — Fångad av en stormvind/Captured by a lovestorm - 1991. — Stop tellin' me lies/(instrumental version) - 1992. — All the reasons to live/The innocence is gone - 1993. — Mixade minnen (Radio Mix)/(Club edit) - 1994. — Det kommer dagar/Flickan från igår - 1994. — Guld i dina ögon/Regnet som faller - 1995. — Sanningen/Var finns den kärlek - 1995. — Sanna vänner/Förlåt mig - 1996. — Believe/(instrumental version) - 1997. — Just the way you are/(instrumental version) - 2002. — I believe in love (Radio Hitvision remix)/(Club Anthem Radio mix) - 2006. — Evighet - 2006. — Invincible - 2008: (са Андреасом Јонсоном) |